# باول أتكينسون (لاعب كرة قدم)
باول أتكينسون (بالإنجليزية: Paul Atkinson)‏ (14 أغسطس 1961 في المملكة المتحدة - ) هو لاعب كرة قدم بريطاني في مركز جناح ‏. لعب مع أولدهام أثلتيك وبولتون واندررز وسوانزي سيتي ونادي بيرنلي ونادي واتفورد ونورثويتش فيكتوريا.

## وصلات خارجية
- باول أتكينسون على موقع قاعدة بيانات كرة القدم.إي يو (الإنجليزية)